# Бонатини, Лео
Леонардо Бонатини Лонер Майя (порт. Leonardo 'Léo' Bonatini Lohner Maia; родился 28 марта 1994 года в Белу-Оризонти, Бразилия) — бразильский футболист, нападающий клуба «Вулверхэмптон Уондерерс».

## Клубная карьера
Бонатини — воспитанник клуба «Крузейро». В 2012 году его взял в аренду с опцией выкупа итальянский «Ювентус». Бонатини выступал за юношеский состав туринцев и принял участие в нескольких турнирах, но окончании срока клуб вернул его обратно. В 2013 году для получения игровой практики Лео на правах аренды перешёл в «Гояс». 27 октября в матче против «Наутико Ресифи» он дебютировал в бразильской Серии B. 5 февраля 2014 года в поединке Лиги Гояно против «Анаполины» Бонатини забил свой первый гол за «Гояс».
В 2015 году Лео на правах аренды перешёл в португальский «Эшторил-Прая». 18 января в матче против «Боавишты» он дебютировал в Сангриш лиге. Через неделю в поединке против «Ароки» Боантини забил свой первый гол за «Эшторил». Летом португальский клуб продлил аренду Лео.
Летом 2016 года Бонатини перешёл в аравийский «Аль-Хиляль». 13 августа в матче против «Аль-Батина» он дебютировал в саудовской Про-лиге. 20 октября в поединке против «Аль-Халиджа» Лео забил свой первый гол за «Аль-Хиляль».
1 августа 2017 года Бонатини перешел в английский «Вулверхэмптон Уондерерс» на правах аренды. 5 августа в матче против «Мидлсбро» он дебютировал в Чемпионшипе. В этом же поединке Лео забил свой первый гол за «Вулверхэмптон Уондерерс».

## Международная карьера
В 2011 году в составе юношеской сборной Бразилии Бонатини стал победителем юношеского чемпионата Южной Америки в Эквадоре. На турнире он сыграл в матчах против команд Венесуэлы, Чили, Уругвая, Эквадора, Аргентины, а также дважды Парагвая и Колумбии. В поединках против эквадорцев, колумбийцев и аргентинцев Лео забил четыре гола.
Летом того же года Бонатини принял участие в юношеском чемпионате мира в Мексике. На турнире он сыграл в матчах против команд Кот-д’Ивуара, Эквадора, Японии и Уругвая. В поединках против японцев и эквадорцев Лео забил по голу.

## Достижения
Международные
 Бразилия (до 17)
- Чемпион Южной Америки среди юношей до 17 лет — 2011